# Alexander Robinson Delgado
Alexander Robinson Delgado, mais conhecido como Alexander Robinson, nascido em  21 de novembro de 1988), é um futebolista da Costa Rica que atua como Lateral-direito. Atualmente defende o Saprissa.

## Títulos
Deportivo Saprissa
- Campeonato Costarriquenho de Futebol: 2008 e 2010